# Лихотворик Володимир Степанович
Володимир Степанович Лихотворик (1906–1998) — полковник Радянської Армії, учасник Німецько-радянської війни, Герой Радянського Союзу (1945).

## Біографія
Володимир Лихотворик народився 6 березня 1906 року в селі Залізня (нині — Житомирський район Житомирської області України). Закінчив сім класів школи. У 1920 році переїхав до Бійська, де працював на лісопильні. У 1928 році Лихотворик був призваний на службу в Робітничо-селянську Червону Армію. Брав участь у конфлікті на КСЗ. У 1931 році він закінчив курси при Вищій прикордонній школі, в 1939 році — курси при Харківському прикордонному училищі НКВС СРСР. Із серпня 1941 року — на фронтах Великої Вітчизняної війни.
До січня 1945 року полковник Володимир Лихотворик командував 1079-м стрілецьким полком 312-ї стрілецької дивізії 69-ї армії 1-го Білоруського фронту. Відзначився під час визволення Польщі. 14 січня 1945 року полк Лихотворика прорвав німецьку оборону з плацдарму на західному березі Вісли. 28 січня 1945 року під час боїв за Познань Лихотворик, обійшовши ворожі позиції, захопив 2 форти і 15 міських кварталів. 2 лютого 1945 року полк Лихотворика переправився через Варту і захопив плацдарм на її західному березі, з якого потім дивізія почала наступ до Одеру.
Указом Президії Верховної Ради СРСР від 24 березня 1945 року за «вміле командування полком, зразкове виконання завдань командування і виявлені мужність і героїзм у боях із німецькими загарбниками» полковник Володимир Лихотворик відзначений званням Героя Радянського Союзу з врученням ордена Леніна і медалі «Золота Зірка» за номером 5774.
Після війни Лихотворик і далі служив у Радянській армії. У 1948 році він закінчив курси «Постріл». У 1954 році Лихотворика звільнено в запас. Проживав в Ірпені. Помер 22 грудня 1998 року.
Почесний громадянин Ірпеня. Нагороджений також трьома орденами Червоного Прапора, орденами Суворова 3-го ступеня, Олександра Невського, Вітчизняної війни 1-го ступеня, Червоної Зірки, низкою медалей.